# Thinkin Bout You
Thinkin Bout You è un singolo del cantante statunitense Frank Ocean, pubblicato nel 2012 ed estratto dall'album Channel Orange.

## Antefatti
Il brano originariamente era stato scritto da Ocean per la cantante Bridget Kelly, che doveva includerlo nel suo album di debutto. Ocean però il 28 luglio 2011 ha condiviso sul suo account Tumblr una versione demo del brano sotto il titolo Thinking Bout You, quando Kelly aveva già pubblicato una versiona acustica del brano. Kelly in seguito ha incluso il brano nel suo EP di debutto Every Girl del 2011 sotto il titolo Thinking About Forever.

## Descrizione
Thinkin Bout You è una "tenera ballata" R&B con un beat che è stato definito "atmosferico", ma alcuni critici hanno notato anche elementi di soul, jazz e funk. In alcuni punti del brano, Ocean utilizza il falsetto.

## Tracce
Testi di Frank Ocean, musiche di Shea Taylor.
1. Thinkin Bout You – 3:21

## Classifiche
| Classifiche (2012-13) | Posizione massima |
| --------------------- | ----------------- |
| Corea del Sud         | 88                |
| Danimarca             | 33                |
| Nuova Zelanda         | 30                |
| Regno Unito           | 94                |
| Stati Uniti           | 32                |